# Campomanesia ilhoensis
Campomanesia ilhoensis är en myrtenväxtart som beskrevs av Joáo Rodrigues de Mattos. Campomanesia ilhoensis ingår i släktet Campomanesia och familjen myrtenväxter. IUCN kategoriserar arten globalt som starkt hotad. Inga underarter finns listade i Catalogue of Life.

## Bildgalleri

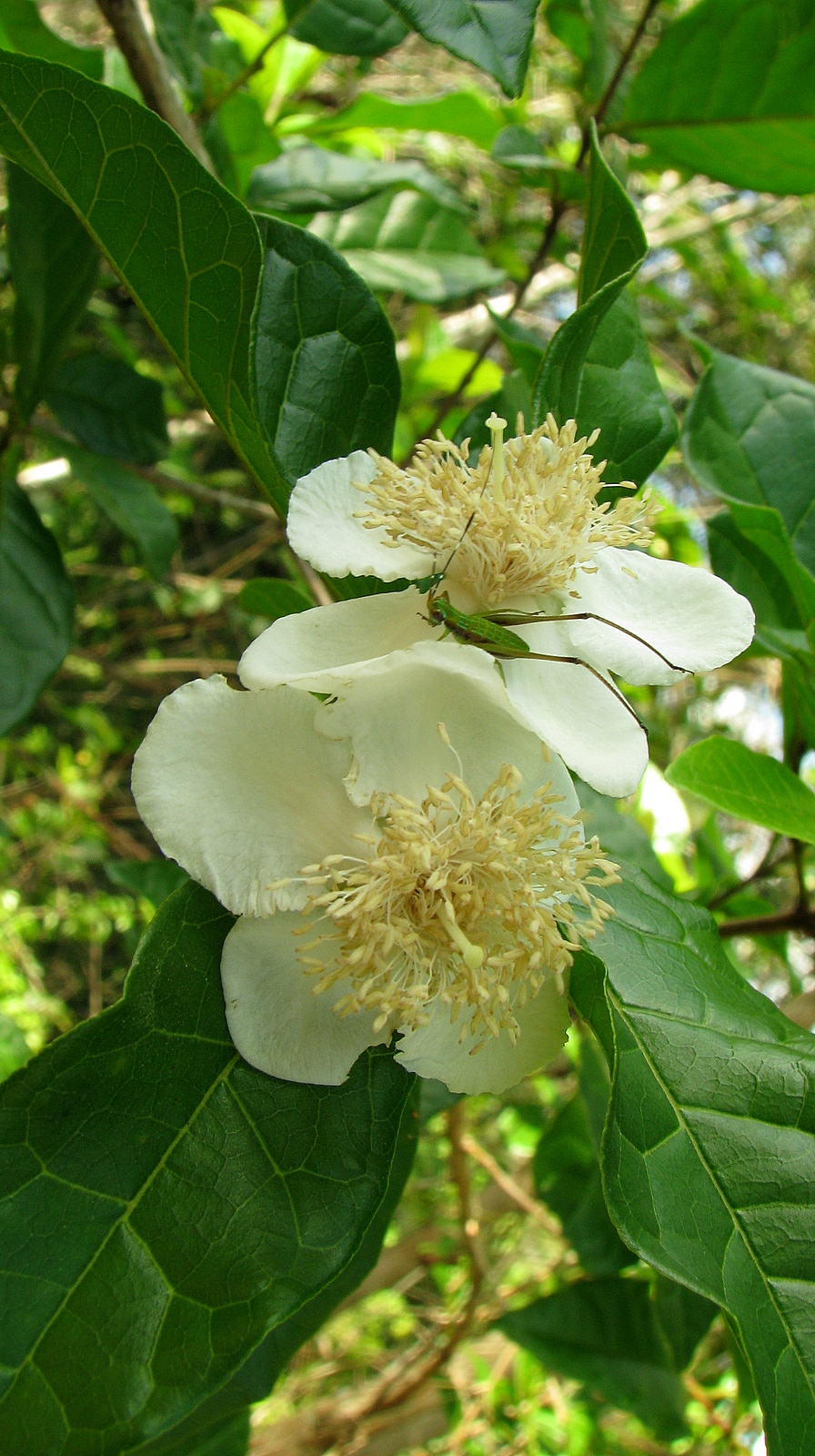